# بيت الشويع (نجرة)

تعديل مصدري - تعديل

بيت الشويع هي إحدى قرى عزلة الشرقى بمديرية نجرة التابعة لمحافظة حجة، بلغ تعداد سكانها 395 نسمة حسب تعداد اليمن لعام 2004.